# Pallacanestro ai Giochi della XXXI Olimpiade
I tornei di pallacanestro ai Giochi della XXXI Olimpiade si sono disputati a Rio de Janeiro dal 6 al 21 agosto 2016.
Si è trattato della 19ª edizione del torneo maschile e dell'11ª edizione di quello femminile.
Entrambi i tornei hanno visto la partecipazione di 12 squadre nazionali.

## Sedi delle partite
| Città          | Impianto           | Capienza | Foto |
| -------------- | ------------------ | -------- | ---- |
| Rio de Janeiro | Arena Carioca 1    | 16.000   |      |
| Rio de Janeiro | Arena da Juventude | 5.000    |      |

## Squadre partecipanti

### Torneo maschile
Al torneo maschile hanno preso parte 12 squadre; il Brasile partecipa di diritto in quanto paese ospitante. Vi partecipano inoltre gli Stati Uniti, vincitori del Mondiale 2014.
I cinque tornei continentali hanno assegnato complessivamente 7 posti: oltre ai vincitori dei tornei, sono state ammesse anche le finaliste dell'Americas Championship 2015 e dell'EuroBasket 2015. I rimanenti 3 posti sono stati assegnati tramite il Torneo di Qualificazione Olimpica che si è disputato dal 4 all'11 luglio 2016.
Paese ospitante
- Brasile

Vincitrice dei Mondiali 2014
- Stati Uniti

Prime 2 agli Europei 2015
- Spagna
- Lituania

Vincitrice dell'AfroBasket 2015
- Nigeria

Vincitrice dell'Asia Championship 2015
- Cina

Prime 2 all'Americas Championship 2015
- Venezuela
- Argentina

Vincitrice dell'Oceania Championship 2015
- Australia

Ammesse tramite il Torneo di Qualificazione
- Croazia
- Francia
- Serbia

### Torneo femminile
Al torneo femminile sono ammesse 12 squadre. Il Brasile partecipa di diritto in quanto paese ospitante. Vi partecipano inoltre gli Stati Uniti, vincitori del Mondiali 2014. Sono ammesse anche le nazionali vincitrici dei rispettivi campionati continentali e le prime cinque classificate al Torneo di Qualificazione Olimpica che si è svolto dal 13 al 19 giugno 2016.
Paese ospitante
- Brasile

Vincitrice dei Mondiali 2014
- Stati Uniti

Vincitrice degli Europei 2015
- Serbia

Vincitrice dell'Asia Championship 2015
- Giappone

Vincitrice dell'AfroBasket 2015
- Senegal

Vincitrice dell'Americas Championship 2015
- Canada

Vincitrice dell'Oceania Championship 2015
- Australia

Ammesse tramite il Torneo di Qualificazione
- Bielorussia
- Cina
- Francia
- Spagna
- Turchia

## Calendario
Il torneo femminile ha preso il via il 6 agosto, quello maschile il giorno successivo. Le finali per le medaglie femminili hanno avuto luogo il 20 agosto, quelle maschili il 21.
| Uomini |     | 1°T |     | 1°T |     | 1°T |     | 1°T |     | 1°T |    | Q. |    | SF |        | Finale |
| Donne  | 1°T |     | 1°T |     | 1°T |     | 1°T |     | 1°T |     | Q. |    | SF |    | Finale |        |

|  | Qualificazioni |  | Quarti |  | Semifinali |  | Finali |

## Risultati in dettaglio

### Torneo maschile
|         | Pos. | Nazionale   | G | V | P | PF  | PS  | DP   |
| ------- | ---- | ----------- | - | - | - | --- | --- | ---- |
| Oro     | 1.   | Stati Uniti | 8 | 8 | 0 | 807 | 627 | +180 |
| Argento | 2.   | Serbia      | 8 | 4 | 4 | 665 | 627 | +38  |
| Bronzo  | 3.   | Spagna      | 8 | 5 | 3 | 689 | 594 | +95  |
|         | 4.   | Australia   | 8 | 5 | 3 | 683 | 608 | +75  |
|         | 5.   | Croazia     | 6 | 3 | 3 | 483 | 493 | -10  |
|         | 6.   | Francia     | 6 | 3 | 3 | 490 | 470 | +20  |
|         | 7.   | Lituania    | 6 | 3 | 3 | 456 | 518 | -62  |
|         | 8.   | Argentina   | 6 | 3 | 3 | 519 | 533 | -14  |
|         | 9.   | Brasile     | 5 | 2 | 3 | 411 | 407 | +4   |
|         | 10.  | Venezuela   | 5 | 1 | 4 | 315 | 444 | -129 |
|         | 11.  | Nigeria     | 5 | 1 | 4 | 392 | 441 | -49  |
|         | 12.  | Cina        | 5 | 0 | 5 | 318 | 466 | -148 |

### Torneo femminile
|         | Pos. | Nazionale   | G | V | P | PF  | PS  | DP   |
| ------- | ---- | ----------- | - | - | - | --- | --- | ---- |
| Oro     | 1.   | Stati Uniti | 8 | 8 | 0 | 817 | 519 | +298 |
| Argento | 2.   | Spagna      | 8 | 6 | 2 | 591 | 550 | +41  |
| Bronzo  | 3.   | Serbia      | 8 | 4 | 4 | 582 | 608 | -26  |
|         | 4.   | Francia     | 8 | 4 | 4 | 542 | 562 | -20  |
|         | 5.   | Australia   | 6 | 5 | 1 | 471 | 418 | +53  |
|         | 6.   | Turchia     | 6 | 3 | 3 | 386 | 389 | -3   |
|         | 7.   | Canada      | 6 | 3 | 3 | 403 | 415 | -12  |
|         | 8.   | Giappone    | 6 | 3 | 3 | 450 | 488 | -38  |
|         | 9.   | Bielorussia | 5 | 1 | 4 | 347 | 361 | -14  |
|         | 10.  | Cina        | 5 | 1 | 4 | 371 | 428 | -57  |
|         | 11.  | Brasile     | 5 | 0 | 5 | 335 | 384 | -49  |
|         | 12.  | Senegal     | 5 | 0 | 5 | 309 | 482 | -173 |

## Podi
| Evento           | Oro         | Argento | Bronzo |
| Torneo maschile  | Stati Uniti | Serbia  | Spagna |
| Torneo femminile | Stati Uniti | Spagna  | Serbia |

## Medagliere
| Posizione | Paese       |   |   |   | Totale |
| --------- | ----------- | - | - | - | ------ |
| 1         | Stati Uniti | 2 | 0 | 0 | 2      |
| 2         | Serbia      | 0 | 1 | 1 | 2      |
| 2         | Spagna      | 0 | 1 | 1 | 2      |
| Totale    | Totale      | 2 | 2 | 2 | 6      |

## Arbitri
Gli arbitri selezionati dalla FIBA per il Torneo olimpico sono 30:
- Carlos Júlio
- Leandro Lezcano
- Scott Beker
- Vaughan Mayberry
- Guilherme Locatelli
- Cristiano Maranho
- Karen Lauik
- Stephen Seibel
- Zhu Duan
- Sreten Radović

- Natalia Cuello
- Eddie Viator
- Robert Lottermoser
- Anne Panther
- Christos Christodoulou
- Nadege Zouzou
- Hwang In-tae
- Oļegs Latiševs
- José Reyes
- Chahinaz Boussetta

- Ahmed Al-Bulushi
- Ferdinand Pascual
- Piotr Pastusiak
- Roberto Vázquez
- Ilija Belošević
- Damir Javor
- Juan Carlos González
- Borys Ryzhyk
- Steven Anderson
- Lauren Holtkamp